# Gertrud von Kunowski
Gertrud von Kunowski (geb. Eberstein; * 24. April 1877 in Bromberg; † 17. Juni 1960 in Schönau am Königssee) war eine deutsche Malerin.

## Leben
Gertrud Eberstein besuchte erst kurz die Breslauer Kunstschule, um sich dann ab 1895 von Dozenten der „Münchener Damenmalschule“ unterrichten zu lassen. Einer der Dozenten war Friedrich Fehr und ihr späterer Mann Lothar von Kunowski (* 1866; † 1936). 1901 gründete sie eine Malschule in München unter ihrem Mädchennamen „Gertrud Eberstein“, nach der Heirat mit Lothar von Kunowski im Jahre 1902 setzten sie gemeinsam die Malschule unter dem Namen „Kunowski“ fort. In 1904 siedelten sie nach Rom und 1905 nach Berlin mit jeweils Unterhaltung einer privaten Malschule. Als ihr Mann im Jahre 1909 als Professor und Leiter der Kunstgewerbeschule Düsseldorf berufen wurde, zog das Ehepaar dorthin. Gertrud von Kunowski war in Düsseldorf bis 1936 „als Künstlerin tätig“, an der Kunstgewerbeschule Leiterin des Vorseminars und Seminars für Porträtmalerei und an mindestens zwei der programmatischen Buchveröffentlichungen ihres Mannes beteiligt. Nach dem Tod ihres Manns verlegte sie ihren Wohn- und Arbeitssitz nach Schönau am Königssee, das sie bereits früher einmal mit ihm als Sommerfrische und auch öfter zusammen mit Studenten aufgesucht hatte. Zeitzeugen berichteten, dass Gertrud von Kunowski nicht nur ihre Kunst, sondern auch sich selbst inszeniert habe – angetan mit selbst entworfenen Kleidern und Hüten, sei sie durch das benachbarte Berchtesgaden gleich einem „farbenfrohen Paradiesvogel geschwebt“.
Gertrud von Kunowski starb am 17. Juni 1960 in Schönau am Königssee und wurde innerhalb dieser Gemeinde auf dem Bergfriedhof beerdigt.
Die erbrechtliche Nachlassverwaltung ihrer Werke liegt derzeit in den Händen ihres in Schondorf lebenden Großneffen Reinhardt Rudershausen, der wiederum 1992 den Maler und Galeristen Peter Karger in Berchtesgaden zum Betreuer des gesamten Nachlasses ernannt hat.

## Wirken
Bereits 1901 beteiligte sie sich an einer Ausstellung der Künstlervereinigung „Münchener Secession“, der zahlreiche Einzelausstellungen in bekannten Galerien wie die von Flechtheim in Düsseldorf und Gurlitt in Berlin folgten. Ein Teil ihrer Werke (u. a. Aquarelle und Zeichnungen) zählt seit 1912 zum Bestand der Bibliothek des Museums für Kunsthandwerk in Leipzig. Das großformatige Bild „Die Malschule“ von 1912, das ihr Atelier in Düsseldorf zeigt, wurde nach ihrem Tod vom Bauhaus-Archiv erworben.
In den Jahrzehnten ihres Wirkens wurden zahlreiche Werke von ihr mit sehr positiven Kritiken bedacht, und noch zwei Jahre nach ihrem Tode ehrte sie die Städtische Galerie im Lenbachhaus in München mit einer Einzelausstellung. In einem Artikel der Zeit von 1988 wurde sie neben Käthe Kollwitz und Sabine Lepsius als eine jener Künstlerinnen gewürdigt, die Ende des 19. Jahrhunderts auf sich aufmerksam gemacht hatten und deren Gemälde „deutlicher aus der Reihe oft mittelmäßiger oder auch einfach nebensächlicher Werke“ hervorragten.
Für die Zeit des Nationalsozialismus ist lediglich 1936 ihre Teilnahme an der von der Deutschen Gesellschaft für Goldschmiedekunst ausgerichteten Ausstellung „Bildnisse deutscher Männer“ im Berliner Haus der Kunst sicher belegt. Von den Nazis wurde einige ihrer Bilder als „entartet“ diskreditiert, und 1937 wurden im Rahmen der deutschlandweiten konzertierten Aktion „Entartete Kunst“ aus den Kunstsammlungen der Stadt Düsseldorf ihre Aquarelle Weiblicher Akt mit Kessel (Tempera auf Seide, 20,5 × 10,5 cm), Weiblicher Akt mit Blumen (Tempera auf Seide, 25,5 × 16 cm) und Mädchen Flöte blasend (Tempera auf Seide) beschlagnahmt und vernichtet.
Nach ihrer vermutlich letzten eigenen Beteiligung an einer Ausstellung im Rahmen der Jahresausstellung des Berchtesgadener Künstlerbundes von 1955 und der postumen Ausstellung von 1962 im Lenbachhaus initiierte und organisierte der Nachlassbetreuer Peter Karger u. a. 2005 wieder eine erste größere „Gedächtnisausstellung“ ihrer Werke im Berchtesgadener Heimatmuseum. „Sie konnte unter die Haut sehen“, würdigte u. a. Walter Angerer der Jüngere die Künstlerin bei der Ausstellungseröffnung und zeigte sich begeistert „von der Fähigkeit der Kunowski, ihren Bildern, auch schon den Skizzen und Entwürfen, Seele mitzugeben“.

## Bibliografie
- Licht und Helligkeit. Zusammen mit Lothar von Kunowski.[12] 390 Seiten. 8 Tafeln. Diederichs, Jena 1906. DNB 99835936X
- Unsere Kunstschule. Zusammen mit Lothar von Kunowski und 87 Bildtafeln in Lichtdrucktechnik von Originalwerken von Gertrud von Kunowski.[1] 218 Seiten. Dr. Albrecht von Kunowski, Verlag für Nationalstenographie, 1910.

## Postume Ausstellungen
- 1962  Einzelausstellung. Städtische Galerie im Lenbachhaus in München.
- 2005: Gertrud von Kunowski Gedächtnisausstellung. Einzelausstellung. Heimatmuseum Berchtesgaden vom 4. August bis 31. Oktober 2005.
- 2012: Eva trifft Gertrud –  eine Gegenüberstellung ihrer Gemälde mit Fotos der slowenischen Künstlerin Eva Petric in der Galerie GANGHOF in Berchtesgaden vom 21. Juli bis 18. August 2012[13]
- 2013: Gertrud von Kunowski – eine vergessene Malerin des Jugendstils. Einzelausstellung bzw. Retrospektive mit Werken aus dem Nachlass im Kultur Bahnhof Eller (Düsseldorf) vom 21. April bis 26. Mai 2013[11]